# Gare de Givrins
La gare de Givrins est une gare ferroviaire du Chemin de fer Nyon-Saint-Cergue-Morez. Elle se situe sur le territoire de la commune de Givrins, dans le canton de Vaud, en Suisse.

## Situation ferroviaire
Établie à 543 mètres d'altitude, la gare de Givrins se situe au point kilométrique 6.12 sur la ligne de Chemin de fer Nyon-Saint-Cergue-Morez entre les arrêts de Gare de Trélex et Genolier.

## Histoire

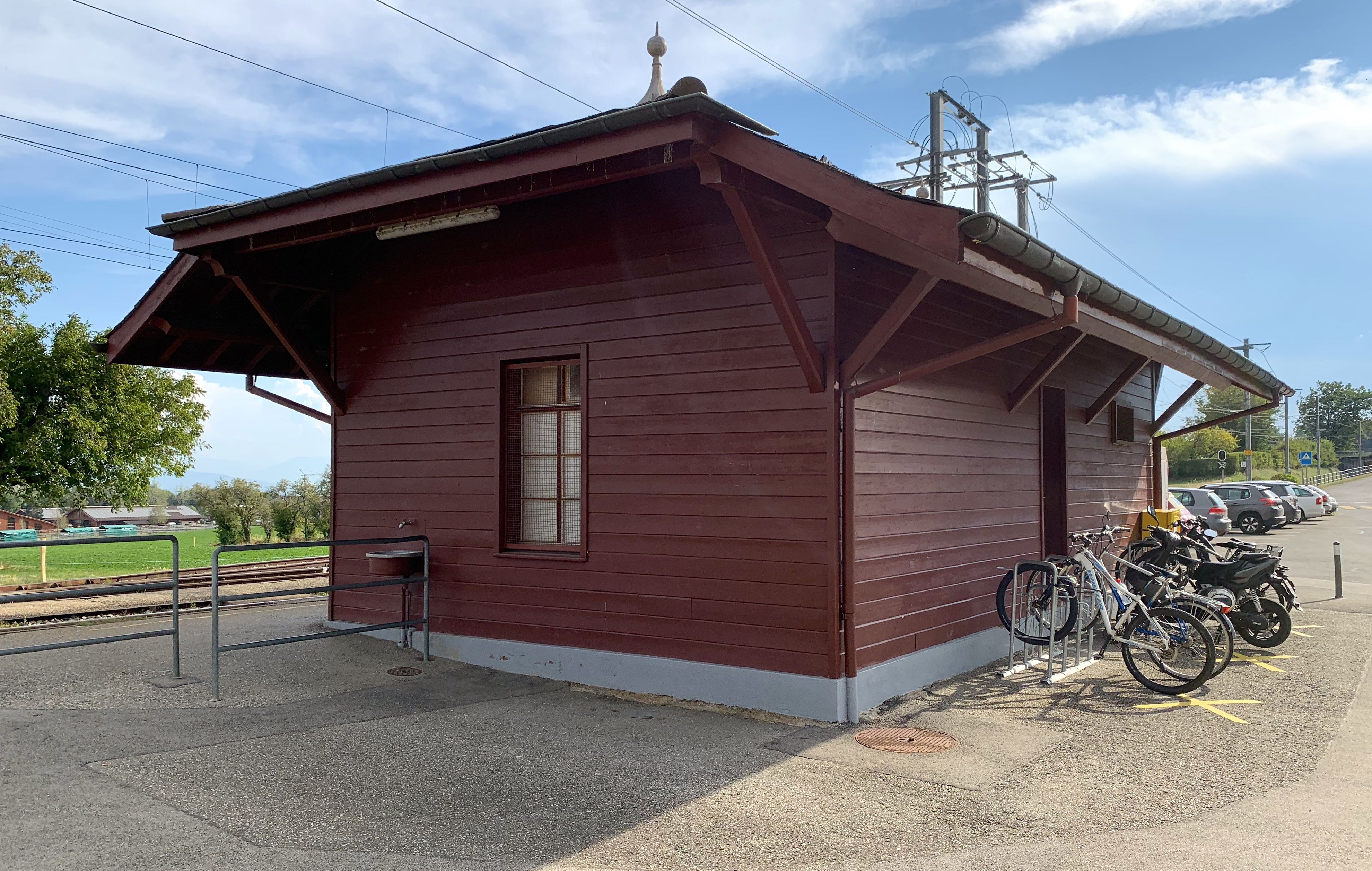
La gare en bois de Givrins

La gare de Givrins construite en bois entre 1915 et 1916, possède une salle d’attente pour les voyageurs, un guichet du receveur et un bureau. En 2020, tout est fermé, une station de vélos se trouve à l'arrière de la gare.
Dès 2002, afin d'endiguer le phénomène de vandalisme, la compagnie de chemin de fer a mis en place des caméras de surveillance. D'autres cameras sont également placées sur toute la ligne

## Trafic des voyageurs

### Accueil
Cette gare n'offre pas d'infrastructures particulières. Un distributeur de billets est présent ainsi qu'un interphone d'urgence et un oblitérateur pour les cartes multicourses comme pour toutes les autres haltes. Les achats de titres de transport peuvent être faits par application mobile.
Tous les arrêts de la ligne du NStCM sont à la demande, à la montée comme à la descente.

## Desserte
Les trains de la ligne NStCM desservent 18 arrêts, entre Nyon et La Cure. La ligne est incluse dans la tarification Mobilis Vaud au titre des zones 20, 91, 92, 93, 94, 95.